# Linienzugbeeinflussung

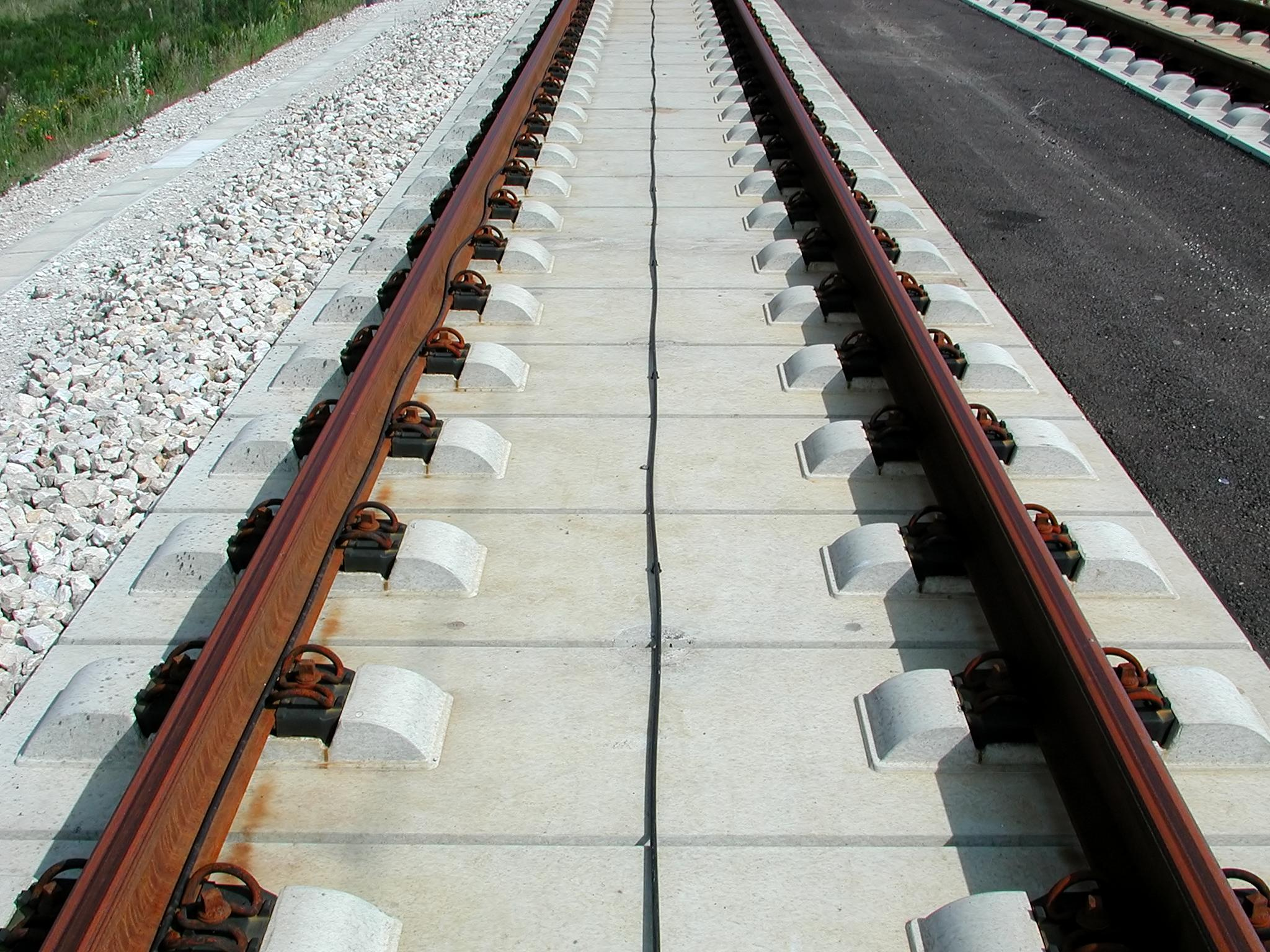
LZB-vel felszerelt pálya. A sínek közt futó vezeték az LZB adó

A  Linienzugbeeinflussung egy német fejlesztésű, vasúti,  vonatbefolyásolási módszer, ahol a járművek folyamatosan jelet kapnak a vágány középvonalában elhelyezett sugárzókábelről, illetve adatcsomagot  küldenek a központ felé. A Linienförmige Zugbeeinflussung kifejezést gyakran LZB-nek rövidítik.

## Áttekintés

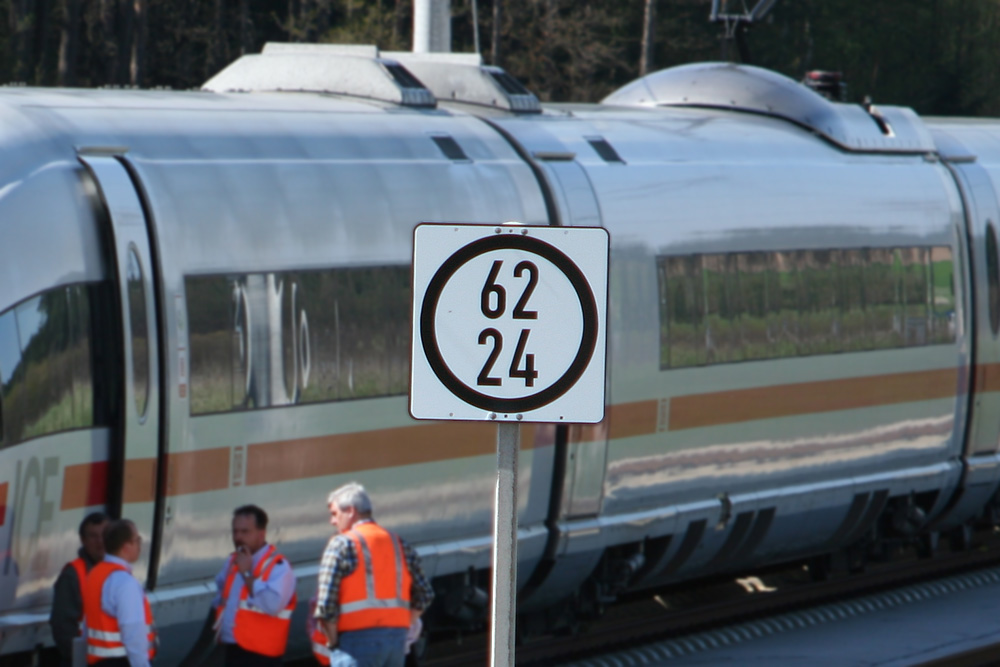
A jelző mutat egy új virtuális LZB blokkot

## Computers

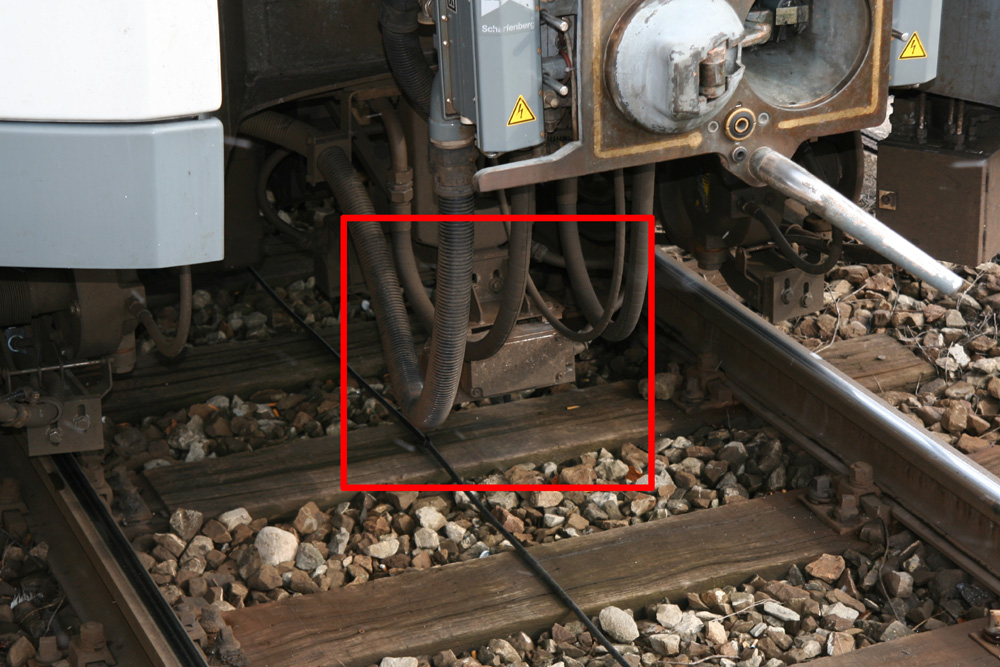
LZB antenna egy DB 423-ason (Müncheni S-Bahn)

## Vevőegység

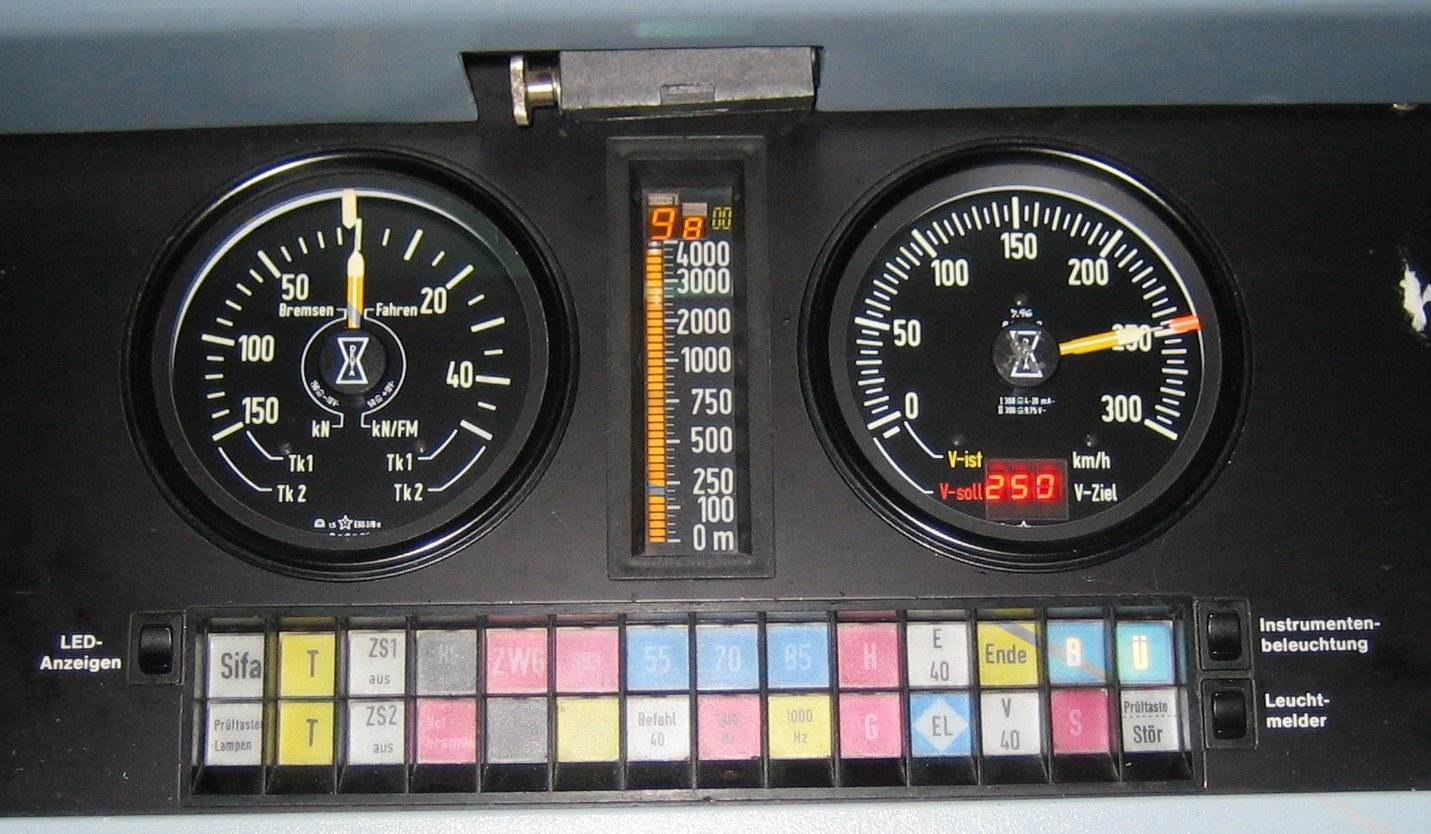

## Elfogadása
Az LZB első tesztjei 1963-ban voltak, jóval az Intercity Express hálózat tervezése előtt. 1965-ben bemutató üzemben üzemelt München és Augsburg között. 1974-ben kezdődött a használata a rendszernek a kiválasztott vonalakon.

## Felszerelt vonalak

### DB
- Augsburg – Dinkelscherben – Ulm (km 7,3 – km 28,5)
- Berlin–Hamburg nagysebességű vasútvonal (km 16,5 – km 273,1)
- Bréma – Hamburg (km 253,9 – km 320,1)
- Dortmund – Hamm (Westf) – Bielefeld (Kivétel Hamm állomás)
- Frankfurt am Main – Gelnhausen – Fulda (km 24,8 – km 40,3)
- Hannover–Minden nagysebességű vasútvonal (km 4,4 – km 53,4)
- Hannover–Hamburg nagysebességű vasútvonal (km 4,0 – km 166,5)
- Hannover–Würzburg nagysebességű vasútvonal (km 4,2 – km 325,6)
- Mannheim–Karlsruhe–Bázel nagysebességű vasútvonal (km 102,2 – km 270,6)
- Köln – Aachen (km 1,9 – km 41,8)
- Köln – Düsseldorf – Duisburg (km 6,7 – km 37,3 and km 40,1 – km 62,2; Düsseldorf főpályaudvarán nincs kiépítve)
- Köln–Frankfurt nagysebességű vasútvonal (km 8,7 – km 172,6)
- Lipcse – Wurzen – Drezda (km 3,6 – km 59,5)
- Lengerich (Westf) – Münster (Westf)
- Hannover–Berlin nagysebességű vasútvonal
- Mannheim–Stuttgart nagysebességű vasútvonal (km 2,1 – km 99,5)
- München–Augsburg nagysebességű vasútvonal (km 9,2 – km 56,3 and km 2,7 – km 39,8; Augsburg főpályaudvarán nincs kiépítve)
- Nürnberg–München nagysebességű vasútvonal (ABS: km 97,9 – km 91,6; NBS: km 9,0 – km 88,7)
- Nürnberg–Würzburg-vasútvonal (km 34,8 – km 62,7)
- Osnabrück – Bréma (km 139,7 – km 232,0)
- Paderborn – Lippstadt – Soest – Hamm (Westf) (Strecke 1760: km 125,2 – km 180,8; Strecke 2930: km 111,5 – km 135,6)
- Zeppelinheim bei Frankfurt/Main – Mannheim

Megjegyzés: dőlt betű jelzi a felsorolásban az LZB control központokat.

### ÖBB
- Bécs – Pöchlarn – St. Valentin – Wels – Salzburg (km 62,4 – km 108,6; km 125,9 – km 165,0; km 190,5 – km 241,6)

### Renfe
- Madrid – Córdoba – Sevilla (9 központ / 480 km), bevezetve 1992-ben. 2004-től a végpont Madrid Atocha. 2005. novemberben, a leágazó vonal Toledo-ba (20 km).
- Cercanías Madrid C5 vonal és Humanes között, Atocha és Móstoles-El Soto között.

45 km  vasút hossz 2 LZB központtal és 76 járművel (RENFE 446 sorozattal).

### Egyéb használat
- A bécsi metró U1, U2, U3, U4 vonalain